# Nauhličování taveniny
Při výrobě šedých litin a tvárné litiny se stále více používají tzv. syntetické taveniny. Základem je přetavování ocelového šrotu v elektrických pecích. Obsah uhlíku v tavenině musí být korigován buďto přisazením surového železa nebo pomocí nauhličovacích prostředků jako grafitu, kalcinovaného petrolejového koksu apod. Na trhu jsou nabízeny nauhličovadla v různých kvalitativních a cenových kategoriích. Kvalita a cena je závislá na různých faktorech jako obsah popele (0,10 až 27%), obsah dusíku (0,1-9000 ppm), obsah síry (0,1-2%) a obsah uhlíku (75-99%).